# Tri giác
Trong ngành tâm lý học và các khoa học nhận thức, tri giác là quá trình thu thập, giải nghĩa, lựa chọn và tổ chức các thông tin từ giác quan. Các phương pháp nghiên cứu tri giác trải dài từ các cách tiếp cận theo hướng sinh học hay sinh lý học, qua các cách tiếp cận tâm lý học tới triết học tinh thần và trong nhận thức luận kinh nghiệm chủ nghĩa, chẳng hạn của David Hume, John Locke, George Berkeley, hay như trong khẳng định của Merleau Ponty rằng tri giác là cơ sở của khoa học và tri thức.